# Voix de la Corée
La Voix de la Corée (coréen : 조선 의 소리) est le service de radiodiffusion internationale de la Corée du Nord.

## Histoire
La station lance officiellement ses émissions le 14 octobre 1945, par la diffusion du discours de victoire de Kim Il-sung de retour à Pyongyang à la fin de la Seconde Guerre mondiale.

## Émissions
La Voix de la Corée émet principalement en chinois, espagnol, allemand, anglais, français, russe, japonais, arabe.
Elle diffuse en ondes courtes ou ondes moyennes la plupart du temps à partir de l'émetteur de Kujang situé à environ 25 km de la ville de Kujang.